# Sonata per a piano núm. 13 (Mozart)
La Sonata per a piano núm. 13 en si bemoll major, K. 333 (315c), fou composta per Wolfgang Amadeus Mozart a Linz a la fi de l'any 1783.
No hi ha dubte que aquesta sonata va ser publicada per primera vegada el 21 d'abril de 1784 a Viena per Christoph Torricella (juntament amb el KV 284 i el KV 454, com opus 7). No obstant això, l'autèntica data de composició és més difícil de determinar. En la primera edició del seu catàleg (1862), Ludwig von Köchel va donar la data hipotètica de 1779, posteriorment aclarida per Georges de Saint-Foix (1936) a «Salzburg, començaments de gener-març de 1779». Tanmateix, Alfred Einstein, en la tercera edició del catàleg Köchel (1937) va establir que la sonata va ser composta «a la fi de l'estiu de 1778 a París». Aquesta data es va mantenir fins a la sisena edició del catàleg Köchel (1964). Més recentment, aquesta data ha estat rebutjada arran de les troballes de Wolfgang Plath i Alan Tyson. Sobre la base dels escrits de Mozart, Plath afirma que la peça va ser escrita entre 1783 i 1784, «probablement no gaire temps abans de l'aparició de la seva primera edició». A més, Tyson demostra convincentment que l'obra va ser composta a la fi de 1783, probablement al novembre, aproximadament en el moment en què es va escriure la Simfonia Linz (K 425), quan el matrimoni Mozart va fer escala a Linz durant el seu viatge de tornada a Viena des de Salzburg. Aquesta nova datació es veu, així mateix, recolzada per criteris estilístics.